# Leyre Abadía
Leyre Abadía Ruiz (22 de septiembre de 2000) es una deportista española que compite en natación sincronizada. Ganó una medalla de bronce en el Campeonato Mundial de Natación de 2019, y una medalla de bronce en el Campeonato Europeo de Natación de 2018.

## Palmarés internacional
| Campeonato Mundial | Campeonato Mundial      | Campeonato Mundial | Campeonato Mundial |
| Año                | Lugar                   | Medalla            | Prueba             |
| ------------------ | ----------------------- | ------------------ | ------------------ |
| 2019               | Gwangju (Corea del Sur) | Medalla de bronce  | Rutina especial    |
| Campeonato Europeo |                         |                    |                    |
| Año                | Lugar                   | Medalla            | Prueba             |
| 2018               | Glasgow (Reino Unido)   | Medalla de bronce  | Combinación libre  |